# Václav Sejk
Václav Sejk, né le 18 mai 2002 à Děčín en Tchéquie, est un footballeur tchèque qui joue au poste d'avant-centre au SC Heerenveen, en prêt du Sparta Prague.

## Biographie

### Carrière en club
Né à Děčín en Tchéquie, Václav Sejk est formé au Sparta Prague. Il joue son premier match en professionnel avec ce club, le 22 septembre 2021 face au SK Líšeň (en). Il entre en jeu lors de cette rencontre remportée par son équipe par trois buts à zéro.
Le 4 février 2022, Václav Sejk est prêté jusqu'à la fin de la saison au FK Teplice.
Après un passage convaincant au FK Teplice, Václav Sejk est de nouveau prêté à l'été 2022, cette fois au FK Jablonec pour une saison,. 
Sejk inscrit son premier but pour Jablonec le 7 août 2022, lors d'une rencontre de championnat face au FK Mladá Boleslav. Titulaire, il ouvre le score et les deux équipes se neutralisent (2-2 score final).
Le 24 janvier 2024, Václav Sejk est prêté au Roda JC, en deuxième division néerlandaise, jusqu'à la fin de la saison. 
Le 3 juillet 2024, Václav Sejk est de nouveau prêté par le Sparta Prague. Cette fois-ci il prend la direction de la Pologne et du Zagłębie Lubin pour un prêt d'une saison avec option d'achat,.
Le 8 janvier 2025, Václav Sejk est prêté jusqu'à la fin de la saison au club portugais du FC Famalicão.
Le 26 juillet 2025, Václav Sejk est prêté jusqu'à la fin de la saison au club néerlandais du SC Heerenveen.

### En sélection
Il joue deux matchs avec l'équipe de Tchéquie des moins de 19 ans, tous les deux en 2019.
Václav Sejk joue son premier match avec l'équipe de Tchéquie espoirs le 2 septembre 2021 contre la Slovénie. Il entre en jeu à la place de Daniel Fila et son équipe s'impose par un but à zéro.
Le 13 juin 2022, Sejk se fait remarquer avec les espoirs en inscrivant deux buts et délivrant deux passes décisives contre Andorre. Il permet ainsi à son équipe de l'emporter par sept buts à zéro,.